# Ron Wyden
Ron Wyden (Wichita, 1949. május 3. –) amerikai politikus, szenátor (Oregon, 1996– ). A Demokrata Párt tagja.

## Pályafutása
Wyden a kansasi Wichitában született, de iskoláit a kaliforniai Palo Altóban végezte el, majd 1971-ben a Stanford Egyetemen szerzett alapdiplomát. Ezek után az Oregoni Egyetemen szerzett jogi végzettséget 1974-ben. A hetvenes évek végén az oregoni idősek jogait védő Oregon Legal Services for the Elderly nevű állami intézmény vezetője volt, majd sikerrel indult a kongresszusi képviselői posztért. A washingtoni képviselőházban 1981. január 3-án kezdte meg szolgálatát. Még hétszer választották újra, majd a Bob Packwood szenátor lemondása után kiírt időközi választáson sikerrel indult a szenátusi mandátumért. A szenátusban 1996. február 5. óta szolgál. Mandátuma 2023. január 3-án jár le.